# Campeonato Mundial de Baloncesto de 2006

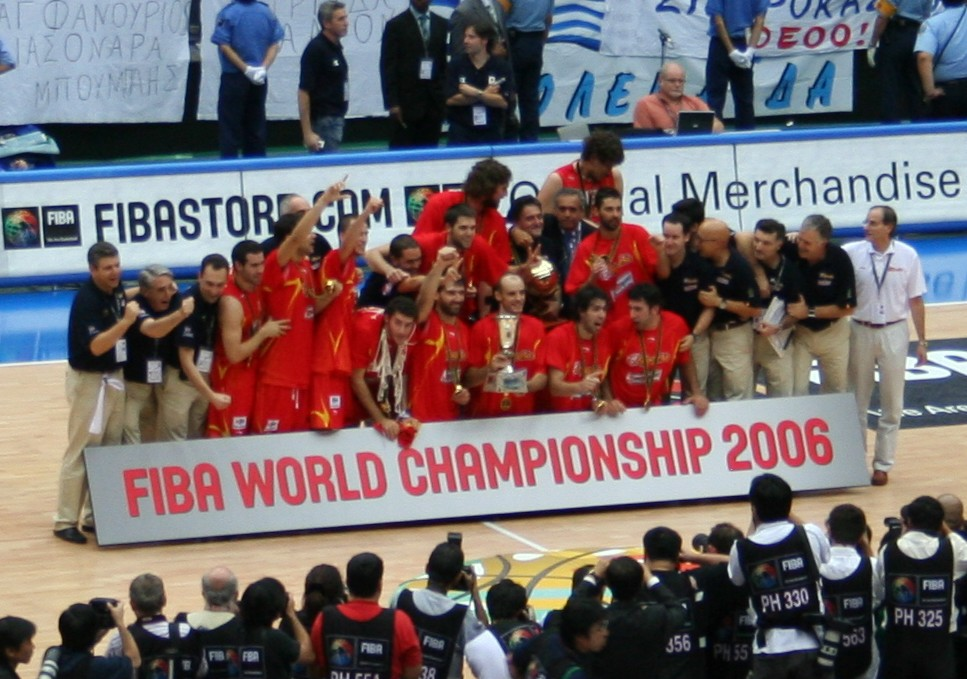
La selección española celebrando su primera medalla de oro en un Mundial

El Campeonato Mundial de Baloncesto de 2006 fue la decimoquinta edición del Campeonato Mundial de Baloncesto masculino. Se celebró en Japón entre el 19 de agosto y el 3 de septiembre. Fue organizado por la Federación Internacional de Baloncesto (FIBA), la Asociación Japonesa de Baloncesto (JABBA) y el comité organizador del campeonato.
Por primera vez desde el Mundial de 1986 participaron veinticuatro selecciones, ocho más que en la edición 2002. En consecuencia, el torneo se desarrolló en cinco ciudades distintas (Hamamatsu, Hiroshima, Sapporo, Sendai y Saitama, en esta última se desarrolló la fase final del torneo)
España se coronó campeón del mundo por primera vez tras derrotar en la final a Grecia 70–47. Se trató además de su primer título oficial FIBA de baloncesto obtenido en su historia. España ganó los nueve partidos que disputó, siendo el primer país que logra ganar todos sus partidos desde que lo hiciera Estados Unidos en 1994. Pau Gasol fue el primer basquetbolista español es ser reconocido como Jugador Más Valioso del torneo. El tercer puesto fue alcanzado por Estados Unidos, quién venció a la entonces campeona olímpica Argentina 96-81 luego de perder en semifinales contra Grecia. 
Fue la primera vez en la historia que ni Estados Unidos, ni Yugoslavia finalizaron entre los primeros dos lugares del torneo, por lo que la final entre españoles y griegos se consideró inédita.
Por otro lado, Japón 2006 marcó la última participación tanto de la República Federal de Yugoslavia (1992-2003) y de Serbia y Montenegro (2003-2006), ya que el país se desintegró tras los resultados del referéndum de Monenegro de 2006 a favor de la independencia del nuevo país.
Diecisiete años después de esta edición, en 2023, Japón volvería a ser sede de un Campeonato Mundial (ahora renombrado como Copa del Mundo) en la ciudad de Okinawa, junto con Filipinas e Indonesia

## Sedes
| Grupo A                          | Grupo B                               | Grupo C                         | Grupo D                       | Ronda final                           |
| Sendai                           | Hiroshima                             | Hamamatsu                       | Sapporo                       | Saitama                               |
| Sendai Gymnasium Capacidad: 6100 | Hiroshima Green Arena Capacidad: 6900 | Hamamatsu Arena Capacidad: 5100 | Sapporo Arena Capacidad: 6400 | Saitama Super Arena Capacidad: 21 000 |
|                                  |                                       |                                 |                               |                                       |

Fuente: terra.com

## Proceso de calificación
En el proceso de clasificación para el Campeonato mundial de baloncesto se inscribieron 56 naciones (12 de África, 10 de América, 16 de Asia, 16 de Europa y 2 de Oceanía).
Clasificación automática: Japón, anfitrión, y Argentina, campeón olímpico.
Cada zona continental realizó sus eliminatorias:
- FIBA África - 3 representantes, clasificación del 15 al 24 de agosto de 2005 en Argelia.
- FIBA Américas - 4 representantes, clasificaciones del 24 de agosto al 4 de septiembre de 2005 en República Dominicana.
- FIBA Asia - 3 representantes, clasificación del 8 al 16 de septiembre de 2005 en Catar.
- FIBA Europa - 6 representantes, clasificaciones del 16 al 25 de septiembre de 2005 en Serbia y Montenegro.
- FIBA Oceanía - 2 representantes, clasificación del 17 al 21 de agosto de 2005 en Nueva Zelanda.

Cuatro naciones participaron por invitación del Cuerpo Central de la FIBA, tras la decisión tomada en noviembre de 2005 y que repercutió en concederle las wild cards a las siguientes selecciones:
 Italia
 Puerto Rico
 Serbia y Montenegro
 Turquía
Criterios para decidir la invitación:
1. Que el equipo haya participado en la eliminatoria de su zona FIBA.
2. Puede haber como máximo tres equipos invitados por una misma zona FIBA.

## Países participantes
| África                 | América                                                      | Asia                     | Europa                                                                               | Oceanía                 |
| ---------------------- | ------------------------------------------------------------ | ------------------------ | ------------------------------------------------------------------------------------ | ----------------------- |
| Angola Nigeria Senegal | Argentina Brasil Estados Unidos Panamá Puerto Rico Venezuela | China Japón Líbano Catar | Alemania Eslovenia España Francia Grecia Italia Lituania Serbia y Montenegro Turquía | Australia Nueva Zelanda |

| Alemania: 4.ª participación (2.ª consecutiva desde 2002)          | Angola: 5.ª participación (2.ª consecutiva desde 2002)               |
| Argentina: 11.ª participación (6.ª consecutiva desde 1986)        | Australia: 9.ª participación (1.ª desde 1998)                        |
| Brasil: ha participado en todos los campeonatos mundiales         | China: 7.ª participación (2.ª consecutiva desde 2002)                |
| Eslovenia: 1.ª participación                                      | España: 9.ª participación (7.ª consecutiva desde 1982)               |
| Estados Unidos: ha participado en todos los campeonatos mundiales | Francia: 5.ª participación (1.ª desde 1986)                          |
| Grecia: 5.ª participación (1.ª desde 1998)                        | Italia: 8.ª participación (1.ª desde 1998)                           |
| Japón: 4.ª participación (1.ª desde 1998)                         | Líbano: 2.ª participación (2.ª consecutiva desde 2002)               |
| Lituania: 2.ª participación (1.ª desde 1998)                      | Nigeria: 2.ª participación (1.ª desde 1998)                          |
| Nueva Zelanda: 3.ª participación (2.ª consecutiva desde 2002)     | Panamá: 4.ª participación (1.ª desde 1986)                           |
| Puerto Rico: 11.ª participación (6.ª consecutiva desde 1986)      | Catar: 1.ª participación                                             |
| Senegal: 3.ª participación (1.ª desde 1998)                       | Serbia y Montenegro: 13.ª participación (3.ª consecutiva desde 1998) |
| Turquía: 2.ª participación (2.ª consecutiva desde 2002)           | Venezuela: 3.ª participación (2.ª consecutiva desde 2002)            |

## Formato de competición
En la fase inicial se dividió a las 24 naciones calificadas en 4 grupos (denominados con letras de la A a la D) de 6 equipos, donde jugaron todos contra todos. Al final de las cinco jornadas, los primeros cuatro equipos clasificados de cada grupo accedieron a los octavos de final y los dos últimos quedaron eliminados.
La segunda fase son a partido único de eliminación directa para pasar a la siguiente ronda a partir de octavos de final, accediendo a la siguiente ronda el campeón de cada partido hasta llegar a la final del torneo, para disputar el oro y la plata del torneo. Para los cruces, el primer clasificado del grupo A juega contra el cuarto clasificado del grupo B, el segundo del A contra el tercero B y así sucesivamente. Los mismos cruces se producen entre los grupos C y D.
Los cuatro equipos eliminados en cuartos de final disputaron dos partidos adicionales para definir su posición final en el torneo entre los puestos del quinto al octavo.
Los equipos eliminados en semifinales disputaron un partido adicional para dirimir el tercer puesto del torneo, la medalla de bronce.

## Grupos
Véase: Equipos participantes del Campeonato mundial de baloncesto de 2006
| Grupo A             | Grupo B       | Grupo C   | Grupo D        |
| ------------------- | ------------- | --------- | -------------- |
| Nigeria             | Panamá        | Catar     | Senegal        |
| Líbano              | Nueva Zelanda | Australia | Estados Unidos |
| Argentina           | Alemania      | Turquía   | China          |
| Francia             | Japón         | Lituania  | Italia         |
| Venezuela           | España        | Brasil    | Puerto Rico    |
| Serbia y Montenegro | Angola        | Grecia    | Eslovenia      |

## Árbitros
Para el Campeonato Mundial, la FIBA eligió 40 árbitros federados.
| - Aibara, Nobuyasu - Ankarali, Recep - Arteaga, Juan - Avanessian, Heros - Aylen, Michael - Bachar, Shmuel - Belosevic', Ilija - Brazauskas, Romualdas - Butler, Scott Jason - Carrión, José Aníbal | - Cerebuch, Guerrino - Chiti, Alejandro César - Chlif, Abdellilah - Delgado Casadiego, Daniel Alfredo - Dovidavicius, Virginijus - Estévez, Pablo Alberto - Facchini, Fabio - Hirahara, Yuji - Homsy, Mike Amir - Jovcic, Milivoje | - Jungebrand, Carl - Maranho, Cristiano Jesus - Martín, José - Mercedes Sánchez, Reynaldo Antonio - Miyatake, Yosuke - Moore, Terry Matthew - Muhimua Joao, Abreu - Muhvic', Dubravko - Noujaim, Rabah - Pukl, Saša | - Rush, Eddie Fernanzo - Ryzhyk, Borys - Simao, Domingos Francisco - Sudek, Petr - Trías Iglesias, Álvaro Darío - Vázquez, Jorge - Viator, Eddie - Voreadis, Lazaros - Yang, Maogong - Zavlanos, Nikolaos |

## Ronda preliminar

### Grupo A
| Equipo                 | Pts | G | P | PF  | PC  | Dif  |
| ---------------------- | --- | - | - | --- | --- | ---- |
| 1. Argentina           | 10  | 5 | 0 | 464 | 339 | +125 |
| 2. Francia             | 8   | 3 | 2 | 353 | 329 | +24  |
| 3. Nigeria             | 7   | 2 | 3 | 371 | 393 | -22  |
| 4. Serbia y Montenegro | 7   | 2 | 3 | 409 | 352 | +57  |
| 5. Líbano              | 7   | 2 | 3 | 357 | 451 | -94  |
| 6. Venezuela           | 6   | 1 | 4 | 336 | 426 | -90  |

- Partidos

| Fecha    | Hora² | Partido¹            | Partido¹ | Partido¹            | Resultado |
| -------- | ----- | ------------------- | -------- | ------------------- | --------- |
| 19.08.06 | 13:00 | Venezuela           | -        | Líbano              | 72-82     |
| 19.08.06 | 16:00 | Serbia y Montenegro | -        | Nigeria             | 75-82     |
| 19.08.06 | 19:00 | Argentina           | -        | Francia             | 80-70     |
| 20.08.06 | 13:00 | Nigeria             | -        | Venezuela           | 77-84     |
| 20.08.06 | 16:00 | Líbano              | -        | Argentina           | 72-107    |
| 20.08.06 | 19:00 | Francia             | -        | Serbia y Montenegro | 65-61     |
| 21.08.06 | 13:00 | Argentina           | -        | Venezuela           | 96-54     |
| 21.08.06 | 16:00 | Serbia y Montenegro | -        | Líbano              | 104-57    |
| 21.08.06 | 19:00 | Francia             | -        | Nigeria             | 64-53     |
| 23.08.06 | 13:00 | Nigeria             | -        | Argentina           | 64-98     |
| 23.08.06 | 16:00 | Venezuela           | -        | Serbia y Montenegro | 65-90     |
| 23.08.06 | 19:00 | Líbano              | -        | Francia             | 74-73     |
| 24.08.06 | 13:00 | Serbia y Montenegro | -        | Argentina           | 79-83     |
| 24.08.06 | 16:00 | Líbano              | -        | Nigeria             | 72-95     |
| 24.08.06 | 19:00 | Francia             | -        | Venezuela           | 81-61     |

- (¹) -  Todos en Sendai
- (²) -  Hora local de Japón (UTC +9)

### Grupo B
| Equipo           | Pts | G | P | PF  | PC  | Dif  |
| ---------------- | --- | - | - | --- | --- | ---- |
| 1. España        | 10  | 5 | 0 | 476 | 336 | +140 |
| 2. Alemania      | 9   | 4 | 1 | 421 | 384 | +37  |
| 3. Angola        | 8   | 3 | 2 | 451 | 406 | +45  |
| 4. Nueva Zelanda | 7   | 2 | 3 | 345 | 393 | -48  |
| 5. Japón         | 6   | 1 | 4 | 322 | 393 | -71  |
| 6. Panamá        | 5   | 0 | 5 | 326 | 429 | -103 |

- Partidos

| Fecha    | Hora² | Partido¹      | Partido¹ | Partido¹      | Resultado |
| -------- | ----- | ------------- | -------- | ------------- | --------- |
| 19.08.06 | 13:00 | Alemania      | -        | Japón         | 81-70     |
| 19.08.06 | 16:00 | Angola        | -        | Panamá        | 83-70     |
| 19.08.06 | 19:00 | España        | -        | Nueva Zelanda | 86-70     |
| 20.08.06 | 13:00 | Japón         | -        | Angola        | 62-87     |
| 20.08.06 | 16:00 | Nueva Zelanda | -        | Alemania      | 56-80     |
| 20.08.06 | 19:00 | Panamá        | -        | España        | 57-101    |
| 21.08.06 | 13:00 | Angola        | -        | Nueva Zelanda | 95-73     |
| 21.08.06 | 16:00 | Alemania      | -        | España        | 71-92     |
| 21.08.06 | 19:00 | Japón         | -        | Panamá        | 78-61     |
| 23.08.06 | 13:00 | España        | -        | Angola        | 93-83     |
| 23.08.06 | 16:00 | Panamá        | -        | Alemania      | 63-81     |
| 23.08.06 | 19:00 | Nueva Zelanda | -        | Japón         | 60-57     |
| 24.08.06 | 13:00 | Angola        | -        | Alemania      | 103-108   |
| 24.08.06 | 16:00 | Nueva Zelanda | -        | Panamá        | 86-75     |
| 24.08.06 | 19:00 | Japón         | -        | España        | 55-104    |

- (¹) -  Todos en Hiroshima
- (²) -  Hora local de Japón (UTC +9)

### Grupo C
| Equipo       | Pts | G | P | PF  | PC  | Dif  |
| ------------ | --- | - | - | --- | --- | ---- |
| 1. Grecia    | 10  | 5 | 0 | 404 | 358 | +46  |
| 2. Turquía   | 9   | 4 | 1 | 370 | 358 | +12  |
| 3. Lituania  | 8   | 3 | 2 | 413 | 353 | +60  |
| 4. Australia | 7   | 2 | 3 | 370 | 349 | +21  |
| 5. Brasil    | 6   | 1 | 4 | 399 | 392 | +7   |
| 6. Catar     | 5   | 0 | 5 | 310 | 456 | -146 |

- Partidos

| Fecha    | Hora² | Partido¹  | Partido¹ | Partido¹  | Resultado |
| -------- | ----- | --------- | -------- | --------- | --------- |
| 19.08.06 | 14:00 | Brasil    | -        | Australia | 77-83     |
| 19.08.06 | 16:30 | Grecia    | -        | Catar     | 84-64     |
| 19.08.06 | 19:30 | Turquía   | -        | Lituania  | 76-74     |
| 20.08.06 | 13:30 | Catar     | -        | Brasil    | 66-97     |
| 20.08.06 | 16:30 | Australia | -        | Turquía   | 68-76     |
| 20.08.06 | 19:30 | Lituania  | -        | Grecia    | 76-81     |
| 22.08.06 | 13:30 | Lituania  | -        | Catar     | 106-65    |
| 22.08.06 | 16:30 | Grecia    | -        | Australia | 72-69     |
| 22.08.06 | 19:30 | Turquía   | -        | Brasil    | 73-71     |
| 23.08.06 | 13:30 | Australia | -        | Lituania  | 57-78     |
| 23.08.06 | 16:30 | Catar     | -        | Turquía   | 69-76     |
| 23.08.06 | 19:30 | Brasil    | -        | Grecia    | 80-91     |
| 24.08.06 | 13:30 | Australia | -        | Catar     | 93-46     |
| 24.08.06 | 16:30 | Lituania  | -        | Brasil    | 79-74     |
| 24.08.06 | 19:30 | Grecia    | -        | Turquía   | 76-69     |

- (¹) -  Todos en Hamamatsu
- (²) -  Hora local de Japón (UTC +9)

### Grupo D
| Equipo            | Pts | G | P | PF  | PC  | Dif  |
| ----------------- | --- | - | - | --- | --- | ---- |
| 1. Estados Unidos | 10  | 5 | 0 | 543 | 428 | +115 |
| 2. Italia         | 9   | 4 | 1 | 386 | 367 | +19  |
| 3. Eslovenia      | 7   | 2 | 3 | 434 | 433 | +1   |
| 4. China          | 7   | 2 | 3 | 424 | 455 | -31  |
| 5. Puerto Rico    | 7   | 2 | 3 | 432 | 440 | -8   |
| 6. Senegal        | 5   | 0 | 5 | 355 | 451 | -96  |

- Partidos

| Fecha    | Hora² | Partido¹       | Partido¹ | Partido¹       | Resultado |
| -------- | ----- | -------------- | -------- | -------------- | --------- |
| 19.08.06 | 14:00 | Puerto Rico    | -        | Estados Unidos | 100-111   |
| 19.08.06 | 16:30 | Eslovenia      | -        | Senegal        | 96-79     |
| 19.08.06 | 19:30 | China          | -        | Italia         | 69-84     |
| 20.08.06 | 13:30 | Senegal        | -        | Puerto Rico    | 79-88     |
| 20.08.06 | 16:30 | Italia         | -        | Eslovenia      | 80-76     |
| 20.08.06 | 19:30 | Estados Unidos | -        | China          | 121-90    |
| 22.08.06 | 13:30 | China          | -        | Puerto Rico    | 87-90     |
| 22.08.06 | 16:30 | Italia         | -        | Senegal        | 64-56     |
| 22.08.06 | 19:30 | Eslovenia      | -        | Estados Unidos | 95-114    |
| 23.08.06 | 13:30 | Senegal        | -        | China          | 83-100    |
| 23.08.06 | 16:30 | Puerto Rico    | -        | Eslovenia      | 82-90     |
| 23.08.06 | 19:30 | Estados Unidos | -        | Italia         | 94-85     |
| 24.08.06 | 13:30 | Eslovenia      | -        | China          | 77-78     |
| 24.08.06 | 16:30 | Italia         | -        | Puerto Rico    | 73-72     |
| 24.08.06 | 19:30 | Estados Unidos | -        | Senegal        | 103-58    |

- (¹) -  Todos en Sapporo
- (²) -  Hora local de Japón (UTC +9)

## Ronda final

### Tabla de eliminatorias
|  | Octavos de final            | Octavos de final            |                |     | Cuartos de final            | Cuartos de final            |  |  | Semifinales     | Semifinales     |  |  | Final           | Final           |
|  | 26 de agosto - 27 de agosto | 26 de agosto - 27 de agosto |                |     | 29 de agosto - 30 de agosto | 29 de agosto - 30 de agosto |  |  | 1 de septiembre | 1 de septiembre |  |  | 3 de septiembre | 3 de septiembre |
|  |                             |                             |                |     |                             |                             |  |  |                 |                 |  |  |                 |                 |
|  |                             |                             |                |     |                             |                             |  |  |                 |                 |  |  |                 |                 |
|  |                             |                             |                |     |                             |                             |  |  |                 |                 |  |  |                 |                 |
|  | Argentina                   | 79                          |                |     |                             |                             |  |  |                 |                 |  |  |                 |                 |
|  | Argentina                   | 79                          |                |     |                             |                             |  |  |                 |                 |  |  |                 |                 |
|  | Nueva Zelanda               | 62                          |                |     |                             |                             |  |  |                 |                 |  |  |                 |                 |
|  | Nueva Zelanda               | 62                          | Argentina      | 83  |                             |                             |  |  |                 |                 |  |  |                 |                 |
|  |                             |                             |                | 83  |                             |                             |  |  |                 |                 |  |  |                 |                 |
|  |                             | Turquía                     | 58             |     |                             |                             |  |  |                 |                 |  |  |                 |                 |
|  | Turquía                     | Turquía                     | 58             | 90  |                             |                             |  |  |                 |                 |  |  |                 |                 |
|  | Turquía                     |                             |                | 90  |                             |                             |  |  |                 |                 |  |  |                 |                 |
|  | Eslovenia                   | 84                          |                |     |                             |                             |  |  |                 |                 |  |  |                 |                 |
|  | Eslovenia                   | 84                          | Argentina      | 74  |                             |                             |  |  |                 |                 |  |  |                 |                 |
|  |                             |                             |                | 74  |                             |                             |  |  |                 |                 |  |  |                 |                 |
|  |                             | España                      | 75             |     |                             |                             |  |  |                 |                 |  |  |                 |                 |
|  | España                      | España                      | 75             | 87  |                             |                             |  |  |                 |                 |  |  |                 |                 |
|  | España                      |                             |                | 87  |                             |                             |  |  |                 |                 |  |  |                 |                 |
|  | Serbia y Montenegro         | 75                          |                |     |                             |                             |  |  |                 |                 |  |  |                 |                 |
|  | Serbia y Montenegro         | 75                          | España         | 89  |                             |                             |  |  |                 |                 |  |  |                 |                 |
|  |                             |                             |                | 89  |                             |                             |  |  |                 |                 |  |  |                 |                 |
|  |                             | Lituania                    | 67             |     |                             |                             |  |  |                 |                 |  |  |                 |                 |
|  | Italia                      | Lituania                    | 67             | 68  |                             |                             |  |  |                 |                 |  |  |                 |                 |
|  | Italia                      |                             |                | 68  |                             |                             |  |  |                 |                 |  |  |                 |                 |
|  | Lituania                    | 71                          |                |     |                             |                             |  |  |                 |                 |  |  |                 |                 |
|  | Lituania                    | 71                          | España         | 70  |                             |                             |  |  |                 |                 |  |  |                 |                 |
|  |                             |                             |                | 70  |                             |                             |  |  |                 |                 |  |  |                 |                 |
|  |                             | Grecia                      | 47             |     |                             |                             |  |  |                 |                 |  |  |                 |                 |
|  | Grecia                      | Grecia                      | 47             | 95  |                             |                             |  |  |                 |                 |  |  |                 |                 |
|  | Grecia                      |                             |                | 95  |                             |                             |  |  |                 |                 |  |  |                 |                 |
|  | China                       | 64                          |                |     |                             |                             |  |  |                 |                 |  |  |                 |                 |
|  | China                       | 64                          | Grecia         | 73  |                             |                             |  |  |                 |                 |  |  |                 |                 |
|  |                             |                             |                | 73  |                             |                             |  |  |                 |                 |  |  |                 |                 |
|  |                             | Francia                     | 56             |     |                             |                             |  |  |                 |                 |  |  |                 |                 |
|  | Francia                     | Francia                     | 56             | 68  |                             |                             |  |  |                 |                 |  |  |                 |                 |
|  | Francia                     |                             |                | 68  |                             |                             |  |  |                 |                 |  |  |                 |                 |
|  | Angola                      | 62                          |                |     |                             |                             |  |  |                 |                 |  |  |                 |                 |
|  | Angola                      | 62                          | Grecia         | 101 |                             |                             |  |  |                 |                 |  |  |                 |                 |
|  |                             |                             |                | 101 |                             |                             |  |  |                 |                 |  |  |                 |                 |
|  |                             | Estados Unidos              | 95             |     |                             |                             |  |  |                 |                 |  |  |                 |                 |
|  | Estados Unidos              | Estados Unidos              | 95             | 113 |                             |                             |  |  |                 |                 |  |  |                 |                 |
|  | Estados Unidos              |                             |                | 113 |                             |                             |  |  |                 |                 |  |  |                 |                 |
|  | Australia                   | 73                          |                |     |                             |                             |  |  |                 |                 |  |  |                 |                 |
|  | Australia                   | 73                          | Estados Unidos | 85  |                             |                             |  |  |                 |                 |  |  |                 |                 |
|  |                             |                             |                | 85  |                             |                             |  |  |                 |                 |  |  |                 |                 |
|  |                             | Alemania                    | 65             |     |                             |                             |  |  |                 |                 |  |  |                 |                 |
|  | Alemania                    | Alemania                    | 65             | 78  |                             |                             |  |  |                 |                 |  |  |                 |                 |
|  | Alemania                    |                             |                | 78  |                             |                             |  |  |                 |                 |  |  |                 |                 |
|  | Nigeria                     | 77                          |                |     |                             |                             |  |  |                 |                 |  |  |                 |                 |
|  | Nigeria                     | 77                          |                |     |                             |                             |  |  |                 |                 |  |  |                 |                 |

#### Tabla de la ronda de clasificación del 5.º al 8.º

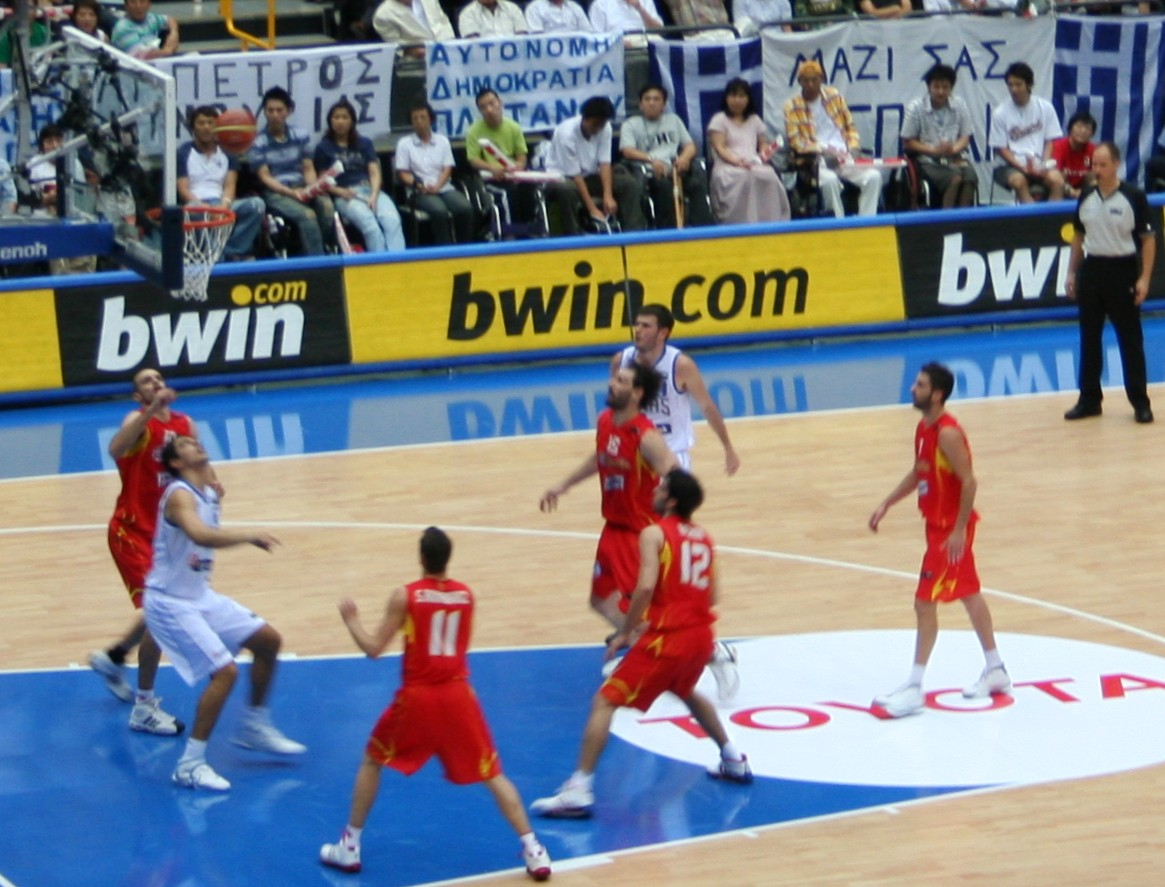
Imagen de la final España-Grecia

|  | Eliminatoria del 5.º al 8.º | Eliminatoria del 5.º al 8.º |         |         | 5.º y 6.º         | 5.º y 6.º         |  |
|  | 31 de agosto                | 31 de agosto                |         |         | 2-3 de septiembre | 2-3 de septiembre |  |
|  |                             |                             |         |         |                   |                   |  |
|  |                             |                             |         |         |                   |                   |  |
|  | Turquía                     | 95                          |         |         |                   |                   |  |
|  | Turquía                     | 95                          |         |         |                   |                   |  |
|  | Lituania                    | 84                          |         |         |                   |                   |  |
|  | Lituania                    | 84                          |         | Turquía | 56                |                   |  |
|  |                             |                             |         | Turquía | 56                |                   |  |
|  |                             |                             | Francia | 64      |                   |                   |  |
|  | Francia                     | 75                          | Francia | 64      |                   |                   |  |
|  | Francia                     | 75                          |         |         |                   |                   |  |
|  | Alemania                    | 73                          |         |         | 7.º y 8.º         | 7.º y 8.º         |  |
|  | Alemania                    | 73                          |         |         | 7.º y 8.º         | 7.º y 8.º         |  |
|  |                             |                             |         |         |                   |                   |  |
|  |                             |                             |         |         | Lituania          | 77                |  |
|  |                             |                             |         |         | Lituania          | 77                |  |
|  |                             |                             |         |         | Alemania          | 62                |  |
|  |                             |                             |         |         | Alemania          | 62                |  |
|  |                             |                             |         |         |                   |                   |  |

#### Tabla del 3.º y 4.º puesto
|  | 3.er y 4.º Puesto |                |    |  |
|  |                   |                |    |  |
|  | 1                 | Argentina      | 81 |  |
|  | 1                 | Argentina      | 81 |  |
|  | 2                 | Estados Unidos | 96 |  |
|  | 2                 | Estados Unidos | 96 |  |

### Octavos de final
| Fecha    | Hora² | Partido¹       | Partido¹ | Partido¹            | Resultado |
| -------- | ----- | -------------- | -------- | ------------------- | --------- |
| 26.08.06 | 10:00 | Argentina      | -        | Nueva Zelanda       | 79-62     |
| 26.08.06 | 13:00 | Italia         | -        | Lituania            | 68-71     |
| 26.08.06 | 17:00 | Turquía        | -        | Eslovenia           | 90-84     |
| 26.08.06 | 20:00 | España         | -        | Serbia y Montenegro | 87-75     |
| 27.08.06 | 10:00 | Alemania       | -        | Nigeria             | 78-77     |
| 27.08.06 | 13:00 | Estados Unidos | -        | Australia           | 113-73    |
| 27.08.06 | 17:00 | Francia        | -        | Angola              | 68-62     |
| 27.08.06 | 20:00 | Grecia         | -        | China               | 95-64     |

- (¹) -  Todos en Saitama
- (²) -  Hora local de Japón (UTC +9)

### Cuartos de final
| Fecha    | Hora² | Partido¹       | Partido¹ | Partido¹ | Resultado |
| -------- | ----- | -------------- | -------- | -------- | --------- |
| 29.08.06 | 16:30 | España         | -        | Lituania | 89-67     |
| 29.08.06 | 19:30 | Argentina      | -        | Turquía  | 83-58     |
| 30.08.06 | 16:30 | Francia        | -        | Grecia   | 56-73     |
| 30.08.06 | 19:30 | Estados Unidos | -        | Alemania | 85-65     |

- (¹) -  Todos en Saitama
- (²) -  Hora local de Japón (UTC +9)

#### Partidos del 5.º al 8.º puesto
| Fecha    | Hora² | Partido¹ | Partido¹ | Partido¹ | Resultado |
| -------- | ----- | -------- | -------- | -------- | --------- |
| 31.08.06 | 16:30 | Lituania | -        | Turquía  | 84 - 95   |
| 31.08.06 | 19:30 | Francia  | -        | Alemania | 75 - 73   |

- (¹) -  En Saitama
- (²) -  Hora local de Japón (UTC +9)

##### Partido por el 7.º y 8.º puesto
| Fecha    | Hora² | Partido¹ | Partido¹ | Partido¹ | Resultado |
| -------- | ----- | -------- | -------- | -------- | --------- |
| 03.09.06 | 16:30 | Lituania | -        | Alemania | 77-62     |

- (¹) -  En Saitama
- (²) -  Hora local de Japón (UTC +9)

##### Partido por el 5.º y 6.º puesto
| Fecha    | Hora² | Partido¹ | Partido¹ | Partido¹ | Resultado |
| -------- | ----- | -------- | -------- | -------- | --------- |
| 02.09.06 | 16:30 | Turquía  | -        | Francia  | 56 - 64   |

- (¹) -  En Saitama
- (²) -  Hora local de Japón (UTC +9)

### Semifinales
| Fecha    | Hora² | Partido¹       | Partido¹ | Partido¹ | Resultado |
| -------- | ----- | -------------- | -------- | -------- | --------- |
| 01.09.06 | 16:30 | Estados Unidos | -        | Grecia   | 95 - 101  |
| 01.09.06 | 19:30 | Argentina      | -        | España   | 74 - 75   |

- (¹) -  En Saitama
- (²) -  Hora local de Japón (UTC +9)

#### Partido por el3.ery 4.º puesto
| Fecha    | Hora² | Partido¹       | Partido¹ | Partido¹  | Resultado |
| -------- | ----- | -------------- | -------- | --------- | --------- |
| 02.09.06 | 19:30 | Estados Unidos | -        | Argentina | 96-81     |

- (¹) -  En Saitama
- (²) -  Hora local de Japón (UTC +9)

### Final
Desde la edición inaugural en 1950, el título había sido siempre disputado entre Argentina, Estados Unidos, Brasil, Yugoslavia y Unión Soviética, y terminando siempre entre los dos primeros lugares Estados Unidos y/o Yugoslavia. Tras la Disolución de la Unión Soviética en 1991, Rusia tomó su lugar disputando las finales de 1994 y 1998, y tras desintegración de Yugoslavia había sido R.F. Yugoslavia y luego Serbia y Montenegro (como en esta edición) quienes tomaron su lugar y ganando los mundiales de 1998 y 2002. Así, la final de 2006 resultó ser completamente inédita, ya que se trataba de la primera vez que ambas selecciones (España y Grecia) alcanzaban la final del Campeonato del Mundo.
Pese a haber perdido a pesar de haber perdido al ala-pívot Pau Gasol por una lesión en la semifinal ante Argentina, la final resultó ser inesperadamente dispareja; España dominó el partido desde el principio y limitó a Grecia a sólo 47 puntos, la menor puntuación alcanzada por los griegos en cualquier partido del torneo y menos de la mitad de los 101 puntos que Grecia anotó en la semifinal ante Estados Unidos.
España obtuvo su primer título mundial y primer título oficial en la historia del baloncesto —ya que para ese entonces España aún no tenía títulos continentales de Eurobasket. Gasol sería nombrado Jugador Más Valioso del torneo.
| Fecha    | Hora² | Partido¹ | Partido¹ | Partido¹ | Resultado |
| -------- | ----- | -------- | -------- | -------- | --------- |
| 03.09.06 | 19:30 | Grecia   | -        | España   | 47-70     |

| 3 de septiembre de 2006 | Grecia                                                          | 47–70                                 | España                                                               |                                                                        |  |
| 19:30                   | Parciales: 12–18, 11–25, 11–11, 13–16                           | Parciales: 12–18, 11–25, 11–11, 13–16 | Parciales: 12–18, 11–25, 11–11, 13–16                                |                                                                        |  |
|                         | Estadísticas Kakiouzis 17 Kakiouzis 9 Papaloukas, Diamantidis 3 | Pts Reb Asts                          | Estadísticas Garbajosa, Navarro 20 Jiménez 11 Garbajosa, Rodríguez 4 | Pabellón: Saitama Super Arena, Saitama Asistencia: 18,500 espectadores |  |

|                            |
| Bandera de España          |
| Campeón España 1.er título |

- (¹) -  En Saitama
- (²) -  Hora local de Japón (UTC +9)

#### Entrega de trofeos
Aunque el MVP del campeonato fue Pau Gasol, la plantilla de España decidió que quien recogiese este trofeo fuese el seleccionador Pepu Hernández, cuyo padre había fallecido el día anterior a la final.
Por un error de protocolo, la Copa del Mundo fue entregada a Pau Gasol en lugar de al capitán de la selección española, Carlos Jiménez.

## Medallero
|        |        |                |
| España | Grecia | Estados Unidos |

## Clasificación final
| Posición                       | Equipo              | Victorias-Derrotas | PF/PC  |
| Finalistas                     | Finalistas          | Finalistas         |        |
| ------------------------------ | ------------------- | ------------------ | ------ |
| 1                              | España              | 9-0                | 1,3109 |
|                                |                     |                    |        |
| 2                              | Grecia              | 8-1                | 1,1162 |
| Eliminados en semifinales      |                     |                    |        |
| 3                              | Estados Unidos      | 8-1                | 1,2367 |
|                                |                     |                    |        |
| 4                              | Argentina           | 7-2                | 1,2397 |
| Eliminados en cuartos de final |                     |                    |        |
| 5                              | Francia             | 6-3                | 1,0387 |
| 6                              | Turquía             | 6-3                | 0,9940 |
|                                |                     |                    |        |
| 7                              | Lituania            | 5-4                | 1,1380 |
| 8                              | Alemania            | 5-4                | 1,0530 |
| Eliminados en octavos de final |                     |                    |        |
| 9                              | Italia              | 4-2                | 1,0365 |
|                                |                     |                    |        |
| 10                             | Angola              | 3-3                | 1,0822 |
|                                |                     |                    |        |
| 11                             | Serbia y Montenegro | 2-4                | 1,1025 |
| 12                             | Eslovenia           | 2-4                | 0,9904 |
| 13                             | Australia           | 2-4                | 0.9589 |
| 14                             | Nigeria             | 2-4                | 0,9512 |
| 15                             | China               | 2-4                | 0,8873 |
| 16                             | Nueva Zelanda       | 2-4                | 0,8623 |
| Eliminados en primera ronda    |                     |                    |        |
| 17                             | Puerto Rico         | 2-3                | 0,9818 |
| 18                             | Líbano              | 2-3                | 0,7915 |
|                                |                     |                    |        |
| 19                             | Brasil              | 1-4                | 1,0179 |
| 20                             | Japón               | 1-4                | 0,8193 |
| 21                             | Venezuela           | 1-4                | 0,7887 |
|                                |                     |                    |        |
| 22                             | Senegal             | 0-5                | 0,7871 |
| 23                             | Panamá              | 0-5                | 0,7599 |
| 24                             | Catar               | 0-5                | 0,6798 |

## Galardones y estadísticas
- MVP :

 Pau Gasol
- Quinteto ideal :

 Theodoros Papaloukas
 Emanuel Ginóbili
 Carmelo Anthony
 Jorge Garbajosa
 Pau Gasol
- Estadísticas individuales :

|             | Puntos              | Tiros de campo | Tiros de 2      | Triples              | Tiros libres       |
| ----------- | ------------------- | -------------- | --------------- | -------------------- | ------------------ |
| Total       | Dirk Nowitzki (209) | Pau Gasol (65) | Pau Gasol (65)  | Jorge Garbajosa (23) | Dirk Nowitzki (65) |
| Por partido | Yao Ming (25,3)     | Yao Ming (8,8) | Yao Ming (13,5) | M. Machado (8,6)     | Yao Ming (7,7)     |

|             | Rebotes             | Asistencias       | Tapones             | Robos               | Minutos             | Dobles dobles      |
| ----------- | ------------------- | ----------------- | ------------------- | ------------------- | ------------------- | ------------------ |
| Total       | Dirk Nowitzki (83)  | J.I.Sánchez (52)  | Pau Gasol (19)      | D.Diamantidis (30)  | Dirk Nowitzki (304) | Pau Gasol (4)      |
| Por partido | Richard Lugo (11,5) | J.I.Sánchez (5,8) | Darko Miličić (2,8) | D.Diamantidis (3,3) | E. Ali Saeed (35,4) | Richard Lugo (0,8) |

|             | Pérdidas                 | Faltas               |
| ----------- | ------------------------ | -------------------- |
| Total       | Arvydas Macijauskas (36) | Darius Songaila (34) |
| Por partido | Daoud Mosa Daoud (4,4)   | Alex García (4)      |

## Plantilla de los medallistas
1  España: Pau Gasol, Rudy Fernández, Juan Carlos Navarro, Carlos Cabezas, Berni Rodríguez, José Manuel Calderón, Sergio Rodríguez, Álex Mumbrú, Jorge Garbajosa, Marc Gasol, Carlos Jiménez, Felipe Reyes (Entrenador: Pepu Hernández)
2  Grecia: Theodoros Papaloukas, Sofoklis Schortsianitis, Nikolaos Zisis, Vassilis Spanoulis, Panagiotis Vasilopoulos, Antonis Fotsis, Nikos Hatzivrettas, Dimosthenis Dikoudis, Konstantinos Tsartsaris, Dimitris Diamantidis, Lazaros Papadopoulos, Michalis Kakiouzis (Entrenador: Panagiotis Giannakis)
3  EE.UU. Dwyane Wade, Shane Battier,  Elton Brand, Brad Miller, Kirk Hinrich, Chris Paul, LeBron James, Chris Bosh, Carmelo Anthony, Dwight Howard, Antawn Jamison, Joe Johnson  (Entrenador: Mike Krzyzewski)